# Герб Афанасьевского района
Герб муниципального образования «Афанасьевский район» — опознавательно-правовой знак, составленный и употребляемый в соответствии с правилами геральдики, служащий символом муниципального района «Афанасьевский район» Кировской области Российской Федерации.

## Описание герба
Описание герба:
В зелёном поле на червлёной земле идущий прямо золотой медведь с чёрными глазами и носом. В золотой вольной части — герб Кировской области.

## Обоснование символики
Обоснование символики герба:
В основу композиции герба положены природно-географические особенности муниципального образования, выделяющие его из числа других, входящих в состав Кировской области.
Афанасьевский район — один из самых отдалённых районов северо-восточной части Кировской области, расположен на границе с Пермским краем и республикой Удмуртия.
Медведь, изображённый в гербе, символически отражает изобилие лесов, лесную ориентированность экономики и природные богатства района. Кроме того, медведь в геральдике олицетворяет также полезный труд, прилежание, верную любовь, силу и храбрость.
Красная гора (земля) в гербе, по которой идёт медведь, передаёт другую особенность муниципального образования: на территории Афанасьевского района на месте бывшей деревни Краснояр находится самая высокая точка Кировской области (таким образом, герб Афанасьевского района является гласным, что в геральдике считается одним из классических способов создания герба).
Зелёный цвет в гербе является символом не только лесных богатств и сельского хозяйства района, но также олицетворяет такие качества и понятия как дружба, изобилие, честь и стремление к победе. Золотой цвет означает человеколюбие, великодушие и богатство. Червлёный (красный) цвет символизирует щедрость, благородство и справедливость.

## История создания
- 25 марта 2015 — герб района утверждён решением Афанасьевской районной Думы[1].